# 1035
سنة 1035 كانت سنة بسيطة تبدأ يوم الأربعاء (الرابط يظهر نموذج التقويم الكامل للسنة) من التقويم اليولياني.

## مواليد
- الحسين الجياني.
- هيروارد.

## وفيات
- أستريد دي أبوتريت
- أصبغ المهري
- ابن الصفار أبو القاسم أحمد بن عبد الله بن عمر الغافقي، رياضياتي وفلكي أندلسي. توفي سنة 426 هـ
- أبو الفرج اليبرودي
- برانجيه ريموند الأول
- روبرت الأول دوق نورماندي
- سانشو الثالث ملك نافارا
- كنوت العظيم
- يحيى المعتلي بالله تاسع خلفاء الأندلس، وثالث حكام بني حمود بالأندلس، ومؤسس طائفة مالقة إحدى ممالك الطوائف